# Neomaso claggi
Neomaso claggi är en spindelart som beskrevs av Forster 1970. Neomaso claggi ingår i släktet Neomaso och familjen täckvävarspindlar. Inga underarter finns listade i Catalogue of Life.